# Малая подкожная вена человека
Малая подкожная вена (лат. vena saphena parva) — относительно крупная поверхностная вена задней части голени.

## Анатомия
Малая подкожная вена является физиологическим продолжением краевой вены стопы. Она проходит снизу вверх по задней стороне лодыжки через ахиллово сухожилие к середине голени. Далее венозные жилы уходят в мышечную толщу. Конечным пунктом выступает глубокая бедренная вена (точнее основные ее притоки).
Сначала она проходит вокруг латеральной поверхности стопы (ниже и сзади от латеральной лодыжки) и проходит вдоль задней поверхности голени (с икроножным нервом), где проходит между головками икроножной мышцы.

## Варианты
- Малая подкожная вена соединяется с общей икроножной веной, а затем впадает в подколенную вену[2].
- Не соприкасается с подколенной веной, а впадает на разных уровнях в большую подкожную вену[3].
- Вместо того, чтобы дренироваться в подколенную вену, она может сливаться с веной Джакомини и впадать в большую подкожную вену в верхней трети части бедра[4].

## Клиническое значение

### Варикозное расширение вен
Малая подкожная вена может стать варикозной. В 20 % случаев это связано с хронической венозной гипертензией. Удаление вен является эффективным методом лечения.

### Удаление вен
Малую подкожную вену можно взять для трансплантации в другой участок тела, например, во время коронарного шунтирования. Эндоскопическое выделение сосуда можно использовать для удаления вены из ноги малоинвазивной процедурой.

## Дополнительные изображения

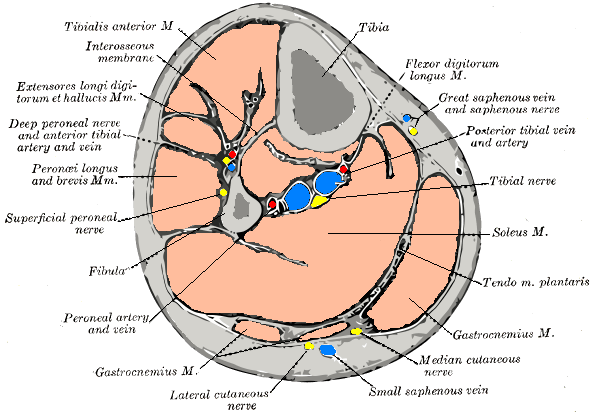
Поперечное сечение середины ноги
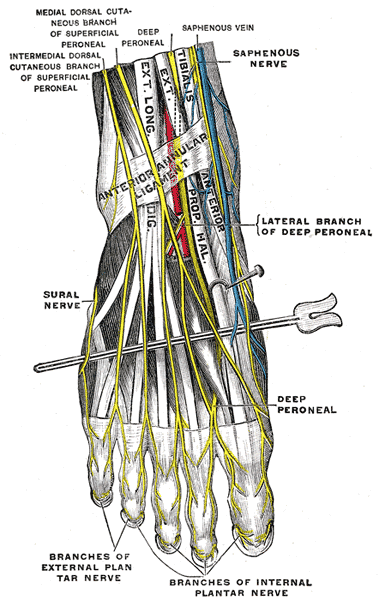
Нервы задней части ноги
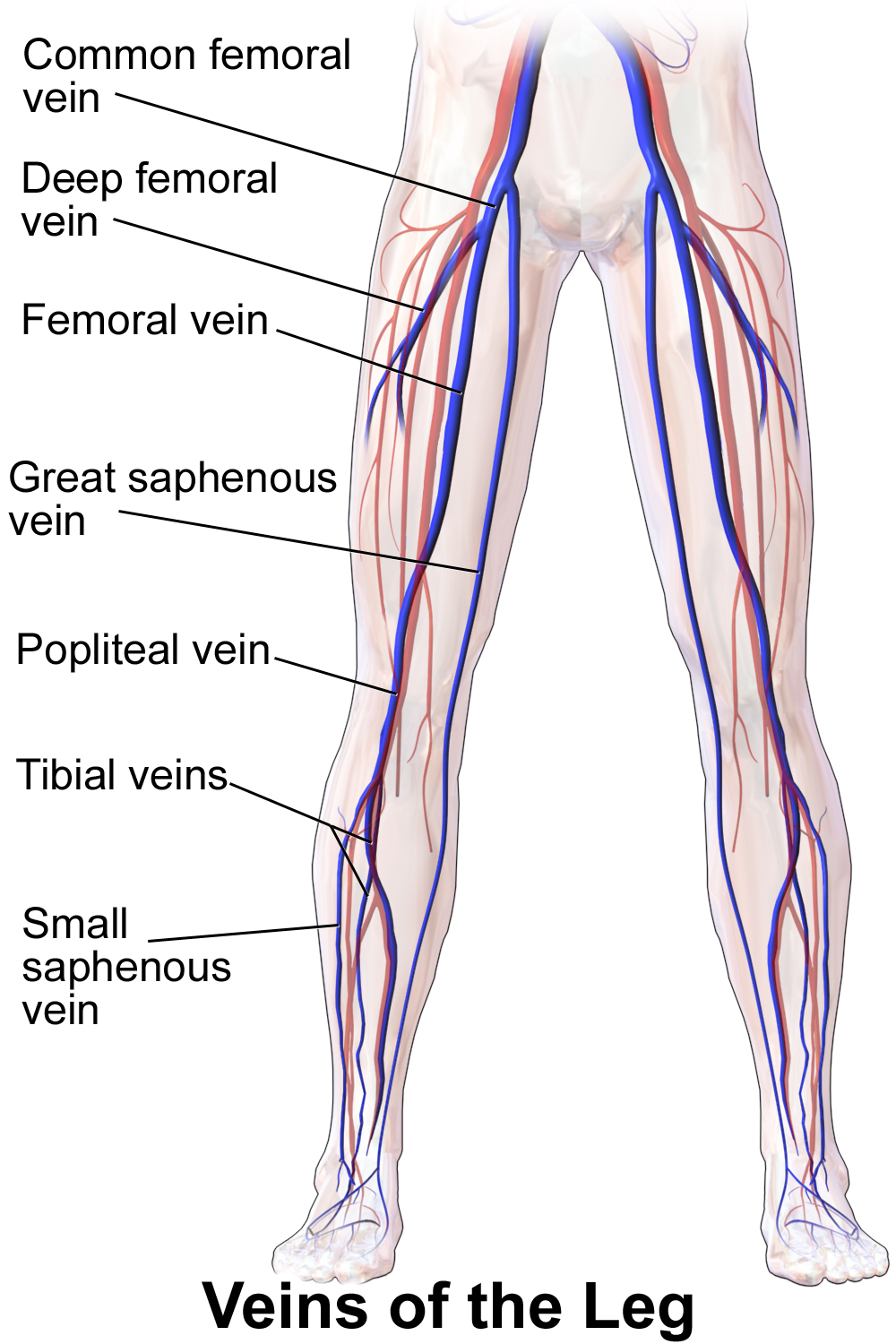
Вены ноги